# ایشرگانج
ایشرگانج (به لاتین: Ishwarganj) یک منطقهٔ مسکونی در بنگلادش است که در ناحیه میمن‌سینگ واقع شده‌است. ایشرگانج ۲۸۶٫۱۹ کیلومتر مربع مساحت و ۳۷۶٬۳۴۸ نفر جمعیت دارد.